# Якопо дель Селлайо
Якопо дель Селлайо, настоящее имя Якопо ди Арканджело (итал. Jacopo del Sellaio, Jacopo di Arcangelo; 1441/1442, Флоренция — 12 ноября 1493, там же) — живописец итальянского Возрождения флорентийской школы периода кватроченто. Прозвание «Селлайо» произошло от профессии отца, изготовителя сёдел (sellaio — седельник, шорник).
Его индивидуальный стиль сложился под влиянием искусства Сандро Боттичелли, Филиппино Липпи и Доменико Гирландайо. Поэтому близкие его творчеству картины условно приписывают анонимному мастеру «Амико ди Сандро» (итал. Amico di Sandro — Друг Сандро).

## Жизнь и творчество
О жизни Селлайо известно немного. Он был единственным сыном шорника Арканджело (Арканджоло) ди Якопо и Монны Джеммы. У супругов была ещё дочь Лукреция; известно, что позднее, в 1469 году, вместе с семьёй проживал Джованни, двоюродный брат Якопо; жильё они снимали у Монны Пьеры, сестры матери живописца. Если верить «Жизнеописаниям» Джорджо Вазари, Селлайо учился вместе с Боттичелли у фра Филиппо Липпи. Боттичелли оказал значительное влияние на творчество соученика.
В 1460 году Якопо был принят во флорентийскую Гильдию Святого Луки, а с 1473 по 1491 годы работал в одной мастерской с Филиппо ди Джулиано. Видимо, кроме последнего, в мастерской Селлайо трудились и другие помощники. Самое раннее из известных произведений Якопо датируется концом 1477 года. Это две панели, находящиеся во флорентийской церкви Санта-Лючия-деи-Маньоли и изображающие Деву Марию и ангела, несущего Благую весть. Известно, что в той же церкви Селлайо также занимался реставрацией картины предположительно работы Пьетро Лоренцетти, а его помощник Джулиано написал там «Распятие».
В «Благовещении» Якопо дель Селлайо очевидны влияния фра Филиппо Липпи. Алтарный образ «Благовещения» написан мастером ещё для одной из флорентийских церквей — Сан-Джованни-Вальдарно. В картине «Рождество», написанной в конце 1480-х годов, также отразились черты искусства Липпи, такие, например, как лучи, окружающие Младенца Христа.
В 1483 году для капеллы флорентийской церкви Сан-Фредиано Селлайо написал два алтарных образа. В «Пьете» заметно влияние Гирландайо; она впервые упоминается в документах за 1483 год и при жизни автора осталась неоконченной; завершал её написание Арканджело, сын Якопо (род. Ок. 1477 г.). Второй образ — «Распятие со святыми» — выдаёт глубокое воздействие, которое на творчество Селлайо оказал Боттичелли. Вероятно, это один из последних значительных заказов мастера, и относится он приблизительно к 1490 году (Спустя три года Селлайо был в этой же церкви похоронен). Ныне этот алтарный образ находится во флорентийской церкви Сан-Фредиано-ин-Честелло.
Большинство произведений Селлайо — религиозные картины.
Кроме того, ряд работ художника относится к росписи так называемых «кассоне» — свадебных сундуков, являвшихся символом заключения брачного союза и будущего материального благополучия новой семьи: такие «кассоне» с приданым было принято торжественно проносить по улицам в свадебном шествии. На них часто изображали любовные истории из античной мифологии, римской истории или нравоучительные библейские сюжеты. Подобные росписи характерны вытянутым по горизонтали форматом боковой стенки или крышки сундука. Самый известный такой заказ Селлайо — парные кассоне «Морелли» и «Нерли» 1472 года (Галерея Курто, Лондон), изготовленные плотником Дзаноби ди Доменико и расписанные Селлайо в сотрудничестве с Бьяджо д’Антонио. Три панели Селлайо с историей Эсфири, которые теперь находятся в галерее Уффици во Флоренции, также принадлежали паре кассоне вместе с двумя другими панелями, которые теперь хранятся в Музее изящных искусств в Будапеште и в парижском Лувре.
В целом творчество Селлайо эклектично и несколько подражательно, но при этом в нём всё же чувствуется обаяние личности и мастерства автора. Некоторые исследователи полагают, что наиболее самобытен Селлайо не в религиозных, а в мифологических и исторических работах («Триумфы Петрарки», «Орфей и Эвридика», «Брут и Порция»). Манера художника отличается линейностью, а палитра — мягкостью и светлыми тонами.
В санкт-петербургском Эрмитаже имеются три картины Якопо дель Селлайо.
Сын Якопо дель Селлайо, Арканджело (1477/78-1531), также художник и ранее был известен как «Мастер тондо Миллера».

## Галерея
- Эсфирь перед Артаксерксом. 1470-е. Дерево, темпера. Музей изобразительных искусств, Зугло, Венгрия
- Поклонение Младенцу. Между 1485 и 1520. Дерево, масло. Рейксмюсеум, Амстердам
- Святое семейство с младенцем Иоанном Крестителем. Тондо. Частное собрание
- Мадонна с младенцами Христом, Иоанном Крестителем и ангелом. Тондо. Ок. 1485. Музей изобразительных искусств, Сан-Франциско, США
- Оплакивание Христа со святыми Франциском и Иеронимом. Ок. 1490. Холст, темпера, масло (переведено с дерева). Государственный Эрмитаж, Санкт-Петербург
- Орфей, играющий среди зверей. Между 1480 и 1490. Дерево, темпера. Королевский замок на Вавеле, Краков
- Совместно с Бьяджо д'Антонио. Сцены из истории аргонавтов. Ок. 1465. Дерево, темпера. Метрополитен-музей, США
- Триумф времени. Деталь росписи кассоне. Между 1485 и 1490. Музей Бандини, Фьезоле
- оржество Любви и Торжество Целомудрия. Роспись кассоне. Между 1485 и 1490. Музей Бандини, Фьезоле
- История Амура и Психеи. Роспись кассоне. Музей Фицуильяма, Кембридж, Великобритания